# Tatort: Nichts mehr im Griff
Nichts mehr im Griff ist ein Fernsehfilm aus der Krimireihe Tatort. Es ist der 5. Fall des österreichischen Chefinspektors Moritz Eisner, gespielt von Harald Krassnitzer. Die Erstausstrahlung des vom Österreichischen Rundfunk produzierten Beitrags erfolgte am 28. Januar 2001 zeitgleich sowohl im Ersten Deutschen Fernsehen als auch im Österreichischen Rundfunk. In dieser 462. Episode der Tatortreihe geht es um einen zwei Todesopfer fordernden Kunstdiebstahl und einen überforderten Ausstellungsorganisator, dem einiges aus dem Ruder läuft.

## Handlung
Aus einer Gemäldegalerie werden in der Nacht sechs wertvolle Bilder gestohlen. Ein Wachmann wird dabei getötet und ein zweiter schwer verletzt. Chefinspektor Eisner wird zum Tatort gerufen und ist überzeugt, dass jemand die Diebe hereingelassen haben muss, da die Alarmanlage außer Betrieb gesetzt worden ist. Dem Organisator der Ausstellung, Professor Gerold Stanitzky, ist das absolut unerklärlich. Bereits am nächsten Tag erhält er Besuch von Dr. Swoboda, der ihn informiert, dass die Diebe sich bei der Versicherung gemeldet hätten und für die Herausgabe der Bilder 30 Millionen Schilling fordern würden. Die Polizei dürfe aber nicht verständigt werden. Swoboda wird vom Professor beauftragt, die Aktion abzuwickeln und die Bilder einzeln zurückzukaufen. Stanitzkys Freundin, Angelika Bojahn, hält nichts davon, der Polizei nichts zu sagen, und gibt Eisner anonym Kenntnis von dem Vorhaben. So fährt der Polizist zu Stanitzkys Villa, um mit ihm zu sprechen. Er bringt in Erfahrung, dass die Ausstellung erst vor zwei Monaten geplant wurde, um eventuelle Ansprüche von alten Vorbesitzern der Kunstwerke auszuschließen. Eine lang vorbereitete Tat scheidet damit aus. Auf die Möglichkeit des Rückkaufs der Bilder angesprochen, leugnet Stanitzky, dergleichen vorzuhaben.
Eisner observiert Swobodas Mitarbeiter, da er vermutet, dass dieser mit dem Geld zu den Dieben unterwegs ist, fällt dabei aber auf ein Ablenkungsmanöver herein. Derweil trifft Swoboda mit dem ersten Kunstwerk bei Stanitzky ein, der feststellt, dass das Bild eine Fälschung ist. Ein Rückruf bei den Dieben stößt bei diesen auf Unverständnis und Entrüstung. Angelika Bojahn stellt Stanitzky zur Rede und ist überzeugt, dass er das Bild schon vorher ausgetauscht hat, um Geld für seine Spielsucht zu haben. Enttäuscht wendet sie sich von ihrem Freund ab, um einige Tage zu verreisen. Vor der Villa wird die junge Frau jedoch von den Dieben abgefangen und entführt. Diese scheuen auch nicht davor zurück, den Wachmann umzubringen, der im Krankenhaus liegt und bis dahin der einzige Zeuge war.
Da Eisner nicht so recht weiterkommt, lässt er einen Überwachungswagen vor dem Versicherungsgebäude postieren und von Dobos und Binder die Telefonate abhören. Die Bilderdiebe kontaktieren inzwischen Stanitzky vor dem Galeriegebäude, zeigen ihm ein aktuelles Bild seiner Freundin und wollen damit sichergehen, dass die nächsten Bilder keine Fälschungen sind. Kurz darauf melden sie sich bei Swoboda, um ihn zu informieren, wo er das nächste Bild abholen könne. Stanitzky beurteilt es, wie erwartet, für echt. Da Eisner trotz Abhöraktion auch diese Transaktion verpasst hat, lässt er sich das Bild als Beweisstück geben, denn es könnten durchaus Fingerabdrücke oder andere Spuren der Täter daran zu finden sein. Des Weiteren lässt er es von einem unabhängigen Experten begutachten, der belegt, dass es sich eindeutig um eine Fälschung handelt, wie auch Eisner schon vermutet hatte.
Stanitzky trifft sich mit Giovanni, einem der Diebe, und erklärt ihm, dass alle Bilder Fälschungen sind. Daraufhin gerät er massiv unter Druck, denn er selbst hat die Diebe ja auf die wertvollen Bilder aufmerksam gemacht und den Diebstahl geduldet, um damit seine Spielschulden bei ihnen begleichen zu können. Durch den Rückkauf wären die Bilder wieder an ihrem angestammten Platz und niemand hätte etwas bemerkt. Es scheint alles ein wenig aus dem Ruder zu laufen. Giovanni will sein Geld oder Stanitzky soll die Originale beschaffen oder eben die Fälschungen für echt erklären. Letzteres tut er dann auch und so werden die letzten Bilder zurückgegeben, nachdem die Versicherung das Geld dafür bezahlt hat.
Eisner hat inzwischen herausgefunden, dass Stanitzky ein Spielproblem hat. Auf den Abhörbändern erkennt Dobos die Stimme von Giovanni. So führen alle Spuren ins Spielcasino und mit einem Großeinsatz wird dieses gestürmt. Problemlos werden sowohl die Diebe festgenommen als auch Stanitzky, der gerade dort ist, um seine Freundin zurückzuholen. Er gesteht, die Bilder schon länger an einen Sammler verkauft zu haben, um seine Spielschulden zu bezahlen. Am Ende wird auch der Sammler von Eisner wegen Hehlerei verhaftet.

## Hintergrund
Peter Zingler, der das Drehbuch schrieb, hat selber über ein Jahrzehnt in verschiedenen Gefängnissen gesessen. Während der Haft begann er mit dem Schreiben und schaffte es, nach seiner Entlassung zu einem erfolgreichen Krimiautor für das Fernsehen zu werden. Er erhielt 1993 den Adolf-Grimme-Preis für sein Drehbuch zu dem ORF-Tatort Kinderspiel.

## Einschaltquoten
Die Erstausstrahlung von Nichts mehr im Griff am 28. Januar 2001 wurde in Deutschland von 7,16 Millionen Zuschauern gesehen und erreichte einen Marktanteil von 20,0 % für Das Erste.